# Myrichthys
Myrichthys – rodzaj ryb promieniopłetwych z podrodziny Ophichthinae w obrębie rodziny żmijakowatych (Ophichthidae).

## Rozmieszczenie geograficzne
Do rodzaju należą gatunki występujące w wodach Indo-Pacyfiku i Oceanu Atlantyckeigo.

## Morfologia
Długość ciała do 110 cm; brak danych dotyczących masy ciała.

## Systematyka
Rodzaj zdefiniował w 1859 roku francuski ichtiolog i herpetolog Charles Frédéric Girard w artykule poświęconym notatkom ichtiologicznym, opublikowanym w czasopiśmie Proceedings of the Academy of Natural Sciences of Philadelphia. Gatunkiem typowym jest (oznaczenie monotypowe) O. xysturus.

### Etymologia
- Leiurus: gr. λειος leios ‘gładki’[6]; ουρα oura ‘ogon’[7].
- Myrichthys: rodzaj Myrus Kaup, 1856; gr. ιχθυς ikhthus ‘ryba’[8].
- Chlevastes: gr. χλευαστης khleuastēs ‘kpiarz, szyderca, arlekin’[3]. Gatunek typowy (oryginalne oznaczenie (również monotypowe)): Muraena colubrina Boddaert, 1781.

### Podział systematyczny
Do rodzaju należą następujące gatunki:
- Myrichthys aspetocheiros McCosker & Rosenblatt, 1993
- Myrichthys breviceps (Richardson, 1848)
- Myrichthys colubrinus (Boddaert, 1781)
- Myrichthys maculosus (Cuvier, 1816)
- Myrichthys magnificus (Abbott, 1860)
- Myrichthys ocellatus (Lesueur, 1825) – żmijak złotoplamek[9]
- Myrichthys paleracio McCosker & Allen, 2012
- Myrichthys pantostigmius Jordan & McGregor, 1898
- Myrichthys pardalis (Valenciennes, 1839)
- Myrichthys xysturus (Jordan & Gilbert, 1882)